# Piotr na Sycynie Kochanowski
Piotr z Konar na Sycynie Kochanowski herbu Korwin – kasztelan radomski w 1676 roku, wojski sandomierski w latach 1661-1676, marszałek sądów kapturowych radomskich w 1669 roku, pułkownik i rotmistrz wojska powiatowego województwa sandomierskiego w 1672 roku, 
Był elektorem Michała Korybuta Wiśniowieckiego z województwa sandomierskiego w 1669 roku.